# WTA Finals 2019 – ženská dvouhra
Ženská dvouhra WTA Finals 2019 probíhala na přelomu října a listopadu 2019 v rámci jednoho ze dvou závěrečných turnajů ženské profesionální sezóny. Do singlové soutěže Turnaje mistryň, premiérově hrané v čínském Šen-čenu, nastoupilo osm nejlepších hráček v klasifikaci žebříčku Porsche Race to Shenzhen, počítaného od začátku roku 2019. Událost poprvé následovala až po WTA Elite Trophy. Obhájkyní titulu byla ukrajinská světová osmička Elina Svitolinová.
Rozlosování singlové soutěže proběhlo v pátek 25. října 2019. Ve dvouhře debutovaly Ashleigh Bartyová, Kanaďanka Bianca Andreescuová a Švýcarka Belinda Bencicová.
Bartyová, Naomi Ósakaová a Karolína Plíšková vstoupily do turnaje jako soupeřky o post světové jedničky ve dvouhře žebříčku WTA. Bartyová si zajistila setrvání na čele díky účasti ve druhém zápasu a poprvé v kariéře uzavřela sezónu jako konečná jednička světové klasifikace.
Petra Kvitová druhý ročník v řadě prohrála všechna utkání základní skupiny a sérii proher na Turnaji mistryň prodloužila na sedm zápasů.
Vítězkou se stala 23letá světová jednička Ashleigh Bartyová, jež ve finále za 1.26 hodiny zdolala ukrajinskou turnajovou osmičku Elinu Svitolinovou po dvousetovém průběhu 6–4 a 6–3. Po šňůře pěti porážek tak Ukrajinku premiérově porazila. V probíhající sezóně si připsala čtvrté turnajové vítězství, které představovalo sedmý singlový titul na okruhu WTA Tour. Bartyová vyhrála Turnaj mistryň jako první Australanka po 43 letech od triumfu Evonne Goolagongové Cawleyové v roce 1976. Zároveň se stala pátou šampionkou, která triumfovala již při svém debutu, čímž navázala na Serenu Williamsovou (2001), Marii Šarapovovou (2004), Petru Kvitovou (2011) a Dominiku Cibulkovou (2016). Jako první od Williamsové z roku 2014 také v dané sezóně ovládla grandslamový turnaj.
Neporažená vítězka mohla do žebříčku WTA obdržet 1 500 bodů a získat nejvyšší jednorázovou částku v předchozí historii ženského sportu 4,75 milionů dolarů (cca 108 milionů Kč; v porovnání s tím neporažený vítěz Turnaje mistrů 2019 mohl získat 2,7 milionů dolarů). Bartyová prohrála v základní skupině jedno utkání a celkově si připsala 4,42 milionů dolarů, nejvyšší odměnu v předchozí historii tenisu.

## Nasazení hráček
1. Ashleigh Bartyová (vítězka, 1 375 bodů, 4 420 000 USD)
2. Karolína Plíšková (semifinále, 625 bodů, 995 000 USD)
3. Naomi Ósakaová (základní skupina, skreč a odstoupení pro zranění pravého ramena, 250 bodů, 525 000 USD)
4. Bianca Andreescuová (základní skupina, skreč a odstoupení pro zranění levého kolena, 250 bodů, 265 000 USD)
5. Simona Halepová (základní skupina, 500 bodů, 610 000 USD)
6. Petra Kvitová (základní skupina, 375 bodů, 305 000 USD)
7. Belinda Bencicová (semifinále, skreč, 625 bodů, 995 000 USD)
8. Elina Svitolinová (finále, 1 080 bodů, 2 400 000 USD)

## Náhradnice
1. Kiki Bertensová (základní skupina, nahradila Ósakaovou, skreč, 375 bodů, 515 000 USD)
2. Sofia Keninová (základní skupina, nahradila Andreescuovou, 125 bodů, 165 000 USD)

## Soutěž
| Legenda                                                       |                                                                        |                                                   |
| - Q – kvalifikant - WC – divoká karta - LL – šťastný poražený | - Alt – náhradník - SE – zvláštní výjimka - PR/SR – žebříčková ochrana | - w/o – bez boje - r – skreč - d – diskvalifikace |

### Finálová fáze
|  | Semifinále | Semifinále        | Semifinále        | Semifinále | Semifinále |                   |   | Finále            | Finále | Finále | Finále | Finále |
|  |            |                   |                   |            |            |                   |   |                   |        |        |        |        |
|  | 1          | Ashleigh Bartyová | 4                 | 6          | 6          |                   |   |                   |        |        |        |        |
|  | 2          | Karolína Plíšková | 6                 | 2          | 3          |                   |   |                   |        |        |        |        |
|  | 2          | Karolína Plíšková | 6                 | 2          | 3          |                   | 1 | Ashleigh Bartyová | 6      | 6      |        |        |
|  |            |                   |                   |            |            |                   | 1 | Ashleigh Bartyová | 6      | 6      |        |        |
|  |            | 8                 | Elina Svitolinová | 4          | 3          |                   |   |                   |        |        |        |        |
|  | 7          | 8                 | Elina Svitolinová | 4          | 3          | Belinda Bencicová | 7 | 3                 | 1r     |        |        |        |
|  | 7          |                   |                   |            |            | Belinda Bencicová | 7 | 3                 | 1r     |        |        |        |
|  | 8          | Elina Svitolinová | 5                 | 6          | 4          |                   |   |                   |        |        |        |        |

### Červená skupina
|       |                                | Bartyová                        | Ósakaová Bertensová                | Kvitová                            | Bencicová                       | Zápasy  | Sety                   | Hry                       | Pořadí |
| 1     | Ashleigh Bartyová              |                                 | 6–3, 3–6, 4–6 (vs./ Bertensová)    | 6–4, 6–2                           | 5–7, 6–1, 6–2                   | 2–1     | 5–3 (63 %)             | 42–31 (58 %)              | 1.     |
| 3 Alt | Naomi Ósakaová Kiki Bertensová | 3–6, 6–3, 6–4 (vs./ Bertensová) |                                    | 7–6(7–1), 4–6, 6–4 (vs./ Ósakaová) | 5–7, 0–1skreč (vs./ Bertensová) | 1–0 1–1 | 2–1 (67 %) 2–3† (40 %) | 17–16 (52 %) 15–13 (54 %) | X 3.   |
| 6     | Petra Kvitová                  | 4–6, 2–6                        | 6–7(1–7), 6–4, 4–6 (vs./ Ósakaová) |                                    | 3–6, 6–1, 4–6                   | 0–3     | 2–6 (25 %)             | 35–42 (46 %)              | 4.     |
| 7     | Belinda Bencicová              | 7–5, 1–6, 2–6                   | 7–5, 1–0skreč (vs./ Bertensová)    | 6–3, 1–6, 6–4                      |                                 | 2–1     | 5–3 (63 %)             | 23–30 (43 %)              | 2.     |

† Podle pravidel WTA byla pro konečné pořadí ve skupině skreč Bertensové proti Bencicové započítána jako dvousetová porážka bez zápočtu gemů.

### Purpurová skupina
|       |                                    | Plíšková                     | Andreescuová Keninová                  | Halepová                               | Svitolinová                     | Zápasy  | Sety                  | Hry                       | Pořadí |
| 2     | Karolína Plíšková                  |                              | 6–3skreč (vs./ Andreescuová)           | 6–0, 2–6, 6–4                          | 6–7(12–14), 4–6                 | 2–1     | 4–3 (57 %)            | 24–23 (51 %)              | 2.     |
| 4 Alt | Bianca Andreescuová Sofia Keninová | 3–6skreč (vs./ Andreescuová) |                                        | 6–3, 6–7(6–8), 3–6 (vs./ Andreescuová) | 5–7, 6–7(10–12) (vs./ Keninová) | 0–2 0–1 | 1–4† (20 %) 0–2 (0 %) | 15–16 (48 %) 11–14 (44 %) | X 4.   |
| 5     | Simona Halepová                    | 0–6, 6–2, 4–6                | 3–6, 7–6(8–6), 6–3 (vs./ Andreescuová) |                                        | 5–7, 3–6                        | 1–2     | 3–5 (38 %)            | 34–42 (45 %)              | 3.     |
| 8     | Elina Svitolinová                  | 7–6(14–12), 6–4              | 7–5, 7–6(12–10) (vs./ Keninová)        | 7–5, 6–3                               |                                 | 3–0     | 6–0 (100 %)           | 40–29 (58 %)              | 1.     |

† Podle pravidel WTA byla pro konečné pořadí ve skupině skreč Andreescuové proti Plíškové započítána jako dvousetová porážka bez zápočtu gemů.